# آرثر إروين
آرثر إروين هو لاعب كرة قاعدة كندي، ولد في 14 فبراير 1858 في تورونتو في كندا، وتوفي في 16 يوليو 1921 في المحيط الأطلسي.

## وصلات خارجية
- آرثر إروين على موقعبيزبول رفرنس.كوم (الدوري الرئيسي) (الإنجليزية)